# 雪布岗寺
雪布岗寺，又称扎西通追从寺，位于西藏自治区日喀则市聂拉木县樟木镇雪布岗村，是一座藏传佛教寺院。

## 简介
雪布岗寺是位于西藏自治区日喀则市聂拉木县樟木镇雪布岗村的一座藏传佛教寺院。
雪布岗寺在山上，附近有立新边防派出所雪布岗村哨所。寺院僧众和边防巡逻战士来往密切，经常一起喝酥油茶、聊天。这里靠近樟木口岸（国家一类开放口岸），来往人员复杂，治安任务重。
2014年，聂拉木县人民政府对聂拉木县樟木镇迪斯岗至扎西通追从寺（雪布岗寺）公路工程招标。